# Charles Windolph
Charles Adolph Windolph (* 1851; † 1950) war ein US-amerikanischer Soldat und Veteran der Schlacht am Little Big Horn.

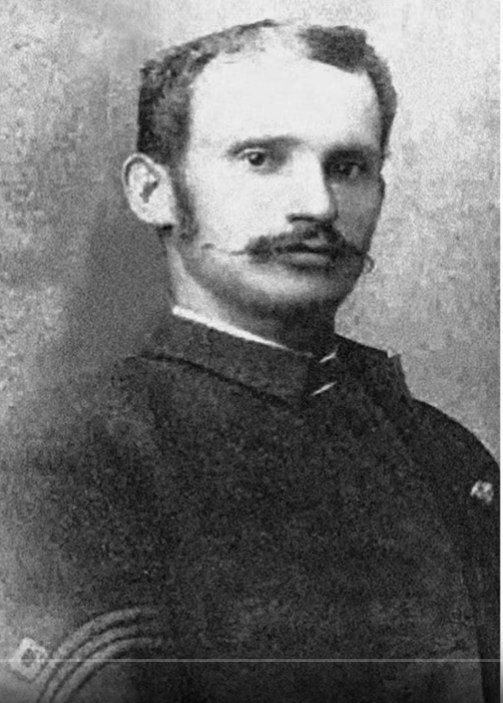
Windolph in der Uniform eines First Sergeant, um 1880

## Werdegang
Windolph stammte aus Deutschland, wanderte 1871 in die USA aus und ließ sich am 12. November gleichen Jahres als Soldat des 2. US-Infanterieregiments anwerben. Er desertierte im Juli 1872 aus dieser Einheit und trat noch im selben Jahr unter dem Namen Charles Wrangel der 7. US-Kavallerie bei. Windolph hat seine Beweggründe später so beschrieben:
„Wir waren von Deutschland weggelaufen um den Militärdienst zu entgehen, und jetzt, weil die meisten von uns nirgendwo eine Beschäftigung finden konnten, waren wir gezwungen, hier in das Heer einzutreten.“
Im November 1873 nutzte er eine Amnestie, um seine alte Armeeakte zu löschen. Für große Tapferkeit vor dem Feind bei der Belagerung der Reno/Benteen-Stellung am Little Bighorn, wurde er 1876 noch auf dem Schlachtfeld zum Sergeant befördert und wenig später mit der Medal of Honor geehrt, der höchsten Tapferkeitsauszeichnung der USA. 1947 bekam er auch die Purple-Heart-Auszeichnung verliehen. 1950 war er der letzte noch lebende Veteran, der an der berühmtesten Schlacht der Indianerkriege teilgenommen hatte. Windolph starb im gleichen Jahr im Alter von 98 Jahren und wurde auf dem Black Hills National Cemetery beigesetzt.